# Kolotschawa
Kolotschawa (ukrainisch und russisch Колочава; slowakisch Lazy oder älter Nižná Koločava, ungarisch Alsókalocsa) ist ein Dorf in der Oblast Transkarpatien in der westlichen Ukraine mit etwa 5000 Einwohnern (2004).

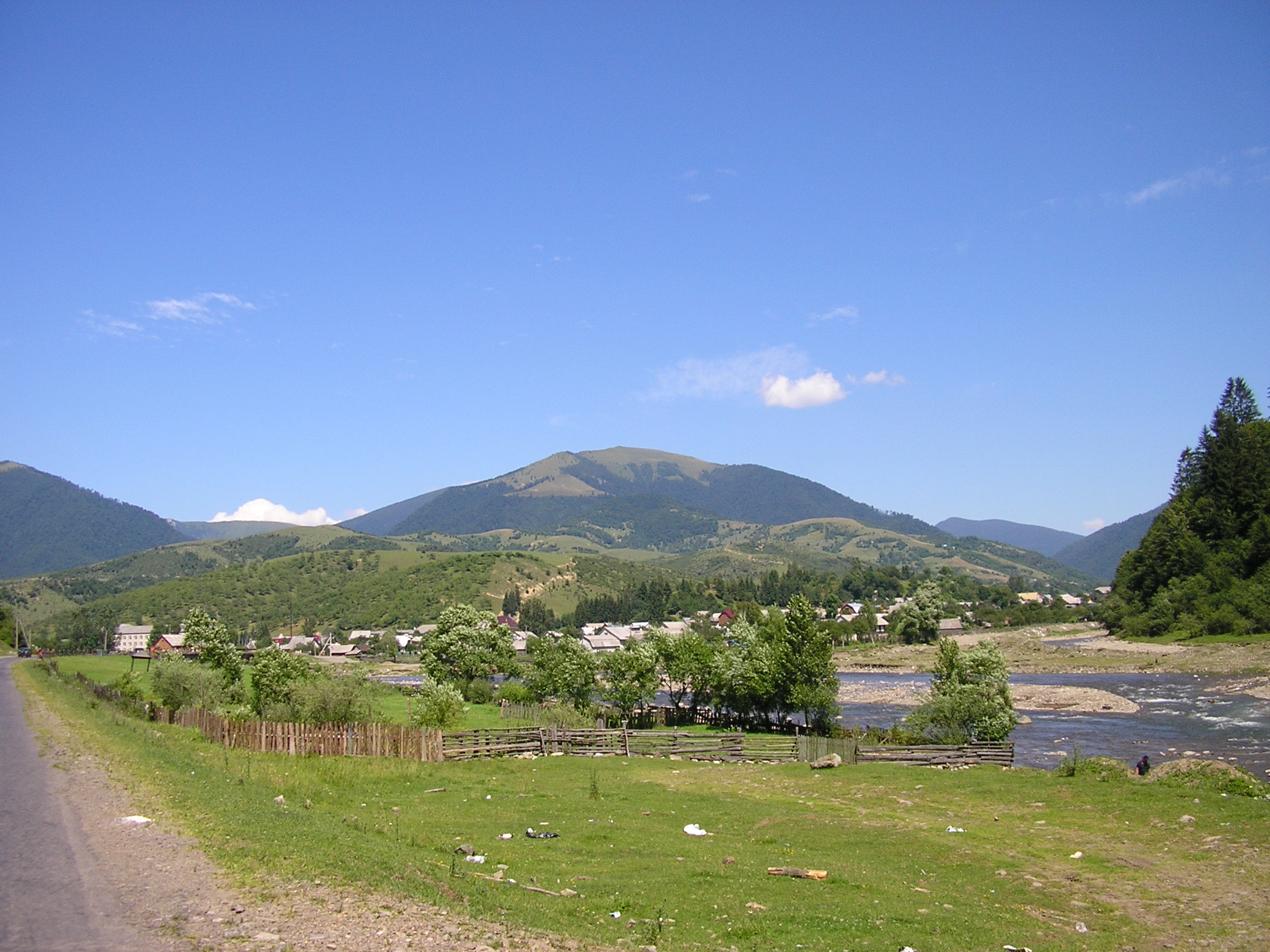
Blick auf den Ort

Der Ort wurde 1365 zum ersten Mal schriftlich erwähnt und liegt im Tal der Tereblja inmitten der Waldkarpaten.
Am 12. Juni 2020 wurde das Dorf zusammen mit 4 umliegenden Dörfern zum Zentrum der neu gegründeten Landgemeinde Kolotschawa (Колочавська сільська громада/Kolotschawska silska hromada) im Rajon Chust. Bis dahin bildete es zusammen mit den Dörfern Horb und Mereschor die Landratsgemeinde Kolotschawa (Колочавська сільська рада/Kolotschawska silska rada) im Rajon Mischhirja.
Folgende Orte sind neben dem Hauptort Kolotschawa Teil der Gemeinde:
| Name                     | Name       | Name                      | Name                     | Name                 | Name    |
| ukrainisch transkribiert | ukrainisch | russisch                  | slowakisch               | ungarisch            | deutsch |
| ------------------------ | ---------- | ------------------------- | ------------------------ | -------------------- | ------- |
| Horb                     | Горб       | Горб (Gorb)               | Hrb, Horb                | Horb                 | -       |
| Kossiw Werch             | Косів Верх | Косов Верх (Kossow Werch) | Kosuv vrch               | Koszóver             | -       |
| Mereschor                | Мерешор    | Мерешор                   | Merešor                  | Rókarét, Mercsor     | -       |
| Nehrowez                 | Негровець  | Негровец (Negrowez)       | Negrovec, Vyžná Koločava | Felsőkalocsa, Negróc | -       |

Bis 1919 gehörte der Ort zum Kaiserreich Österreich-Ungarn beziehungsweise Ungarn, danach als Teil der Karpato-Ukraine zur Tschechoslowakei. Mit der Annektierung kam er 1939–1945 wieder zu Ungarn, ab 1946 ist der Ort ein Teil der Ukrainischen Sozialistischen Sowjetrepublik beziehungsweise seit 1991 der Ukraine.
Von 1976 bis 1992 hatte der Ort den Status einer Siedlung städtischen Typs, dieser wurde aber am 6. März 1992 wieder aberkannt.
Der Ort ist vor allem durch sein Freiluftmuseum Museum Altes Dorf bekannt, außerdem ist er ein beliebter Wandersportort im Nationalpark Synewyr.